# 1496 Turku
1496 Turku este un asteroid din centura principală, descoperit pe 22 septembrie 1938, de Yrjö Väisälä.